# Аннандейл (Вірджинія)
Аннандейл (англ. Annandale) — переписна місцевість (CDP) в США, в окрузі Ферфакс штату Вірджинія. Населення — 43 363 особи (2020).

## Географія
Аннандейл розташований за координатами 38°49′58″ пн. ш. 77°11′46″ зх. д. / 38.83278° пн. ш. 77.19611° зх. д. (38.832801, -77.196229).  За даними Бюро перепису населення США в 2010 році переписна місцевість мала площу 20,38 км², з яких 20,35 км² — суходіл та 0,03 км² — водойми.

## Демографія
Згідно з переписом 2010 року, у переписній місцевості мешкало 41 008 осіб у 14 184 домогосподарствах у складі 9790 родин. Густота населення становила 2012 особи/км².  Було 14715 помешкань (722/км²).
Расовий склад населення:
| - 50,4 % — білих - 24,6 % — азіатів - 8,6 % — чорних або афроамериканців - 0,5 % — корінних американців - 0,1 % — вихідців з тихоокеанських островів - 11,6 % — осіб інших рас |

До двох чи більше рас належало 4,1 %. Частка іспаномовних становила 27,6 % від усіх жителів.
За віковим діапазоном населення розподілялося таким чином: 22,0 % — особи молодші 18 років, 65,9 % — особи у віці 18—64 років, 12,1 % — особи у віці 65 років та старші. Медіана віку мешканця становила 37,9 року. На 100 осіб жіночої статі у переписній місцевості припадало 97,7 чоловіків;  на 100 жінок у віці від 18 років та старших — 96,1 чоловіків також старших 18 років.
Середній дохід на одне домашнє господарство  становив 104 181 долар США (медіана — 79 774), а середній дохід на одну сім'ю — 112 278 доларів (медіана — 86 810). Медіана доходів становила 51 844 долари для чоловіків та 48 875 доларів для жінок. За межею бідності перебувало 11,3 % осіб, у тому числі 17,6 % дітей у віці до 18 років та 8,0 % осіб у віці 65 років та старших.
Цивільне працевлаштоване населення становило 23 054 особи. Основні галузі зайнятості: освіта, охорона здоров'я та соціальна допомога — 18,9 %, науковці, спеціалісти, менеджери — 18,1 %, мистецтво, розваги та відпочинок — 12,3 %, будівництво — 10,0 %.